# Anisostachya sambiranensis
Anisostachya sambiranensis är en akantusväxtart som beskrevs av Raymond Benoist. Anisostachya sambiranensis ingår i släktet Anisostachya och familjen akantusväxter. Inga underarter finns listade i Catalogue of Life.